# Ivan Rocha Lima
Ivan Rocha Limas, mais conhecido como Ivan Rocha (São Paulo, 14 de janeiro de 1969), é um ex-atleta profissional que atuou como quarto-zagueiro e lateral esquerdo. Atualmente exerce a função de Agente FIFA. 
Começou a jogar futebol nas categorias de base do São Paulo FC em fevereiro de 1983. Teve uma projeção tão rápida que em 1985 já estava na seleção brasileira da categoria e, aos dezessete anos, foi promovido para a categoria profissional do Tricolor Paulista, estreando em 1988. Ganhou vários títulos pelo clube, sendo campeão paulista em 1989 e 1992, campeão brasileiro em 1991 e campeão da Libertadores de América, em 1992 entre outros..., onde atuou na lateral-esquerda, pois o técnico Telê Santana acreditava muito no potencial e na qualidade dele e o improvisou na lateral-esquerda , pois sempre foi quarto-zagueiro de origem. Ganhou também torneios internacionais importantes, como o torneio de Udine sub-20, o Ramón de Carranza e o Teresa Herrera, ambos na Espanha.
Teve proposta oficial do Real Valladolid SAD e transferiu-se em 1992 para o futebol espanhol, onde jogou por doze temporadas, tendo atuado por Atlético de Madrid SAD , Real Valladolid, Logroñés, Atlético Madrid B, Real Mallorca, Desportivo Alavés, CD Numancia e Elche. Em terras espanholas, conquistou o vice-campeonato da Copa del Rey pelo Real Mallorca SAD, e na temporada 1993/1994, foi considerado o melhor jogador estrangeiro e melhor jogador do Campeonato Espanhol pelo jornal Marca e pelos canais de televisão da Espanha.
Depois de atuar pelo Elche, retornou para o Brasil em 2003, para jogar por Sport e União São João, finalizando a carreira no Paulista de Jundiaí em 2004, com o amigo Zetti, ex-companheiro de São Paulo, na época treinador do clube.
Atualmente, Ivan Rocha é Agente FIFA credenciado a 19 anos. Ivan Rocha é  CO - Founder da Ivan Rocha Sports. Por meio desta, ele gerencia e administra a carreira de mais de 40 atletas profissionais e não-profissionais pelo Brasil e exterior.

## Títulos
São Paulo F.C.
- Campeonato Brasileiro: 1991
- Campeonato Paulista: 1989, 1991[3]  e 1992
- Torneios Ramon de Carranza e Teresa Herrera 1992
- Copa Libertadores da América: 1992